# Renoir (film 2012)
(Auguste)
Renoir è un film del 2012 diretto da Gilles Bourdos.